# 방진태
방진태(房鎭汰, 일본식 이름: 房村敬之助, 1896년 10월 ~ ?)는 일제강점기의 지방행정 관료이다.

## 생애
경상남도 김해군 출신이다. 진주공립농업학교를 1916년에 졸업하고 그해 보통문관시험에 합격하여 조선총독부 관리가 되었다.
판임관 견습을 거쳐 1918년에는 총독부 군서기로 승진하여 고향인 김해군에 배속되었다. 이후 경상남도 내무부 지방과에 배치받아 근무하다가 1935년에 총독부 군수로 승진하였다.
1935년부터 경상남도 함안군과 하동군, 동래군 군수를 차례로 역임했다. 이때 낙동강에 제방을 쌓는 일천식공사에 공을 세웠다.
함안군수로 재직 중이던 1935년에 총독부가 편찬한 《조선공로자명감》에 조선인 공로자 353명 중 한 명으로 수록되어 있다. 동래군수이던 1941년을 기준으로 정7위 훈6등에 서위되어 있었다.

## 사후
2008년 공개된 민족문제연구소의 친일인명사전 수록예정자 명단 중 관료 부문에 포함되었다.
김해군 대동면 초정리에 기념비가 서 있다. 대한민국 육군 포병 장성 출신으로 제4공화국 말기부터 제5공화국 초기까지 대한민국 병무청의 제3대 청장을 지낸 방경원이 방진태의 아들이다.

## 참고자료
- 방진태(房鎭汰) - 국사편찬위원회